# Красношапочный ракетохвостый попугай
Красношапочный ракетохвостый попугай (лат. Prioniturus flavicans) — птица из отряда попугаеобразных.

## Внешний вид
Длина тела 37 см. Основная окраска оперения зелёная. Горло, грудь и живот желтовато-зелёные. Темя, синее с красным пятном в центре; затылок, спина и верхняя часть груди оливково-желтые. Подкрылья и подхвостье зеленовато-синие; два средних пера хвоста удлинённые с окончаниями в виде чёрных «ракеток». Перья хвоста зелёные с чёрными кончиками. Окологлазное кольцо узкое серое. Клюв светлого синевато-рогового цвета с беловатым кончиком. Радужка тёмно-коричневая. Ноги зеленовато-серые. Впервые описан Джоном Кассином в 1853 году.

## Распространение
Эндемик Индонезии, где обитает на севере острова Сулавеси и близлежащих небольших островах Тогиан.

## Образ жизни
Населяют субтропические и влажные тропические леса.

## Угрозы и охрана
Находится под угрозой исчезновения из-за потери естественной среды обитания.